# Transportgeschwader 1
1-ша військово-транспортна ескадра (нім. Transportgeschwader 1) — транспортна ескадра Люфтваффе, що існувала у складі повітряних сил вермахту в ході Другої світової війни. Спочатку була створена 26 серпня 1939 року як Kampfgeschwader z.b.V. 1. Як транспортна ескадрилья, оснащена транспортними літаками, спочатку типу Junkers Ju 52/3m, пізніше також Savoia-Marchetti SM.75 і Savoia-Marchetti SM.82, виконувала транспортні місії. Ескадра брала участь в операції «Везерюбунг», Західній кампанії, битві за Крит, Німецько-радянській війні та оборонній операції після висадки союзників у Нормандії. 30 вересня 1944 року ескадра була розформована.

## Історія
1-ша військово-транспортна ескадра була сформована 26 серпня 1939 року у Штендалі як 1-ша бойова ескадра особливого призначення (KG z.b.V. 1) й складалася зі штабу та двох транспортних авіаційних груп (II і III групи). У той же час у Гарделегені була розгорнута група I та група IV. У травні 1943 року KG z.b.V. 1 було перейменовано на 1-шу військово-транспортну ескадру. Спочатку всі чотири групи були оснащені тримоторними Junkers Ju 52. З жовтня 1943 року II. і III. групи отримали італійські транспортні літаки Savoia-Marchetti SM.75 і SM.82. 30 вересня 1944 року ескадра була розформована. Лише IV. група до 30 січня 1945 року і I група з 1-ою і 2-ою ескадрильями до кінця війни перебували в строю. Ескадра отримала позначення 1Z.
Командир ескадри та його штаб мали у своєму підпорядкуванні I—IV групи, які, у свою чергу, поділялися на ескадрильї. Ескадрильї з 1-ої по 4-ту належали І групі, з 5-ої по 8-му — ІІ групі, з 9-ої по 12-ту — ІІІ групі і з 13-ої по 16-ту — IV групі. Кожну ескадрилью очолював командир і вона була розділена на чотири авіаційні ланки по три літаки в кожній. Таким чином, транспортна авіаційна група складалася з 48 літаків, кожна на чолі з командиром групи. Загальна чисельність ескадри становила 192 літаки.
Формування ескадри тісно пов'язане зі створенням Штендальської десантної школи, оскільки спочатку вона мала слугувати транспортною ескадрою для повітрянодесантних підрозділів. На початку Другої світової війни всі парашутно-десантні частини були об'єднані в 7-му повітряну дивізію. До неї входила і KG z.b.V. 1. I. і II. групи дислокувалися в Шенфельд-Зайферсдорфі, III. група — в Аслау, а IV. група — в Лієніці. Всі групи мали на озброєнні військово-транспортні літаки Junkers Ju 52, який з трьома двигунами BMW 132 розвивав злітну потужність 2250 к.с., максимальну швидкість 290 км/год і вантажопідйомність 1500 кг.
Під час вторгнення в Данію та Норвегію ескадра діяла у складі X авіаційного корпусу. I. і II. групи на початку базувалися в Утерсені, III. і IV. групи базувалася в Гагенові. Потім ескадра брала участь у вторгненні до Нідерландів в рамках Західної кампанії. Вона підпорядковувалася командуванню 2-го повітряного флоту і здійснювала десантування німецьких десантників на мости через річку Голландс-Діп біля Мурдейка, через Нурд біля Дордрехта, Ньїве-Маас біля Роттердама, міст Ваал у Неймегені та міст біля Арнема.
Під час повітрянодесантної операції з висадкою за Крит, яка розпочалася 20 травня 1941 року, I. і II. групи діяли у складі XI авіакорпусу 4-го повітряного флоту. З грецького аеродрому Мегара вони висаджували повітряні десанти на Крит. 22 червня 1941 року вся ескадрилья залишилася в Середземноморському регіоні і базувалася на грецькому аеродромі Елефсін і була підпорядкована X. повітряному корпусу.
У жовтні 1941 року I. група перебазувалася на авіабазу Рига-Спільве на північну ділянку Східного фронту, взявши участь у вторгненні до Радянського Союзу. З 19 лютого по 18 травня 1942 року II. і IV. групи виконували завдання з постачання обложеним військам під час Дем'янської битви.
У червні 1942 року III. і IV. групи базувалися в Тобруку в Лівії та Малеме на Криті і підпорядковувалися Середземноморському повітряно-транспортному командуванню, яке входило до складу 2-го повітряного флоту.
З 23 листопада 1942 року до 2 лютого 1943 року I. та II. групи брала участь у складних операціях з постачання оточеної 6-ї німецької армії у Сталінградському мішку. Протягом двох місяців було втрачено 50 % літаків та особового складу.
У жовтні 1943 року ІІІ група відмовилася від транспортних літаків Ju 52, які вона використовувала, і отримала замість них італійські літаки Savoia-Marchetti SM.75 і Savoia-Marchetti SM.82. Обидва літаки мали значно кращі технічні характеристики. SM.75, який спочатку був цивільним авіалайнером, мав три радіальні двигуни Alfa Romeo 126 RC.134 загальною потужністю 2250 к.с., що давало йому максимальну швидкість 363 км/год і корисне навантаження 9500 кг. SM.82 мав 3 дев'ятициліндрові двигуни Alfa Romeo 128 RC.21 потужністю 963 к.с. кожен, що давало йому максимальну швидкість 347 км/год і корисне навантаження 4000 кг. У листопаді III група налічувала загалом 25 літаків обох типів. У січні 1944 року II. група також отримала ці транспортні літаки.
На початку висадки союзників у Нормандії 6 червня 1944 року ІІІ група базувалася в Целле з 16 літаками Savoia-Marchetti SM.82 і підпорядковувалася 3-му повітряному флоту, який відповідав за західний регіон.
Станом на 10 січня 1945 року I. група мала у своєму розпорядженні 45 Junkers Ju 52, тоді як IV. група мала 16 літаків Heinkel He 111.

## Командування

### Командири TG 1
- Оберст Адольф Еккель (нім. Adolf Jäckel) (6 квітня 1943 — 10 липня 1944)
- Оберст Йозеф Кегль (нім. Josef Kögl) (11 липня — 30 вересня 1944)

### Командири I./TG 1
- майор Ернст Маесс (нім. Ernst Maess) (6 квітня — 25 липня 1943, †)
- майор Оскар Шмідт (нім. Oskar Schmidt) (25 липня 1943 — 8 травня 1945)

### Командири II./TG 1
- гауптман Гвідо Нойндлінгер (нім. Guido Neundlinger) (6 квітня — 17 травня 1943)
- гауптман Герхард Дудек (нім. Gerhard Dudeck) (18 травня 1943 — 15 лютого 1944)
- майор Гайнц Кламке (нім. Heinz Klamke) (15 лютого — 26 вересня 1944)

### Командири III./TG 1
- гауптман Зігфрід Гагена (нім. Siegfried Hagena) (6 квітня — 1 травня 1943)
- майор Вальтер Горнунг (нім. Walter Hornung) (2 травня — червень 1944)
- майор Зігфрід Гагена (червень — 6 липня 1943)
- гауптман Франц Штіпшіч (нім. Franz Stipschitsch) (25 серпня — грудень 1943)
- майор Фрідолін Фет (нім. Fridolin Fath) (грудень 1943 — 4 вересня 1944)

### Командири IV./TG 1
- гауптман Курт Шнайденбергер (нім. Kurt Schneidenberger) (6 квітня 1943 — березень 1944)
- гауптман Йозеф Пенкерт (нім. Josef Penkert) (березень — квітень 1944)
- майор Карл-Гайнц Шютте (нім. Karl-Heinz Schütte) (1 травня 1944 — 30 січня 1945)

## Основні райони базування 1-ї військово-транспортної ескадри

### Основні райони базування I./TG 1
| квітень — жовтень 1943       | ?           | Ju 52 |
| жовтень 1943 — січень 1944   | Умань       | Ju 52 |
| січень — березень 1943       | Корсунь     | Ju 52 |
| березень 1943 — квітень 1944 | Райхсгоф    | Ju 52 |
| квітень — ?                  | Фокшани     | Ju 52 |
| ? — лютий 1945               | Стольп-Райц | Ju 52 |
| лютий — травень 1945         | Тутов       | Ju 52 |

### Основні райони базування II./TG 1
| квітень — жовтень 1943       | Єна-Родінг       | Ju 52, SM.75, SM.81        |
| жовтень 1943 — березень 1944 | Райнселен-Гослар | Ju 52, SM.75, SM.81, SM.82 |
| березень — 19 серпня 1944    | Галларате        | SM.82, Ju 52               |
| 19 серпня — 4 вересня 1944   | Фершвайлер       | SM.82                      |

### Основні райони базування III./TG 1
| квітень — жовтень 1943    | Целле   | Ju 52, SM.82 |
| жовтень 1943 — лютий 1944 | Умань   | SM.82        |
| лютий — квітень 1944      | Одеса I | SM.82        |
| квітень — вересень 1944   | Целле   | SM.82        |

### Основні райони базування IV./TG 1
| квітень 1943 — березень 1944 | Вюрцбург | Ju 52          |
| березень — квітень 1944      | Львів    | Ju 52          |
| квітень — вересень 1944      | Загреб   | Ju 52          |
| вересень 1944 — січень 1945? | ?        | Ju 52, He 111H |

## Список кавалерів Лицарського хреста Залізного хреста TG 1
Позначення
| Ім'я            | Звання          | Підрозділ | Лицарського хреста | Лицарського хреста з дубовим листям | Прим. |
| --------------- | --------------- | --------- | ------------------ | ----------------------------------- | ----- |
| Герберт Кеніг   | оберфельдфебель | 12./TG 1  | 9 червня 1944      |                                     |       |
| Ганс Ретче      | оберфельдфебель | 16./TG 1  | 18 листопада 1944  |                                     |       |
| Пауль Зебгаузер | оберфельдфебель | 16./TG 1  | 18 листопада 1944  |                                     |       |
| Леонгард Зіре   | оберфельдфебель | 13./TG 1  | 16 грудня 1944     |                                     |       |